# L'Hostal Nou (Olèrdola)
L'Hostal Nou és un edifici del municipi d'Olèrdola (Alt Penedès) que forma part de l'Inventari del Patrimoni Arquitectònic de Catalunya.

## Descripció
És una masia de planta quadrangular amb teulada de quatre vessants i composta de planta baixa, pis i golfes. Portal adovellat. Finestres amb ampits, brancals i llindes de pedra. Nau lateral amb terrat superior i altres edificacions afegides. Dues portes posteriors. Data del 1722 a la porta principal.